# Eunápolis
Eunápolis település Brazília északkeleti régiójában, Bahia szövetségi államban. A kb. 113 700 (2022) lakosú város 522 km-re fekszik Salvadortól, az állam fővárosától, 1661 km-re Brazíliavárostól, a szövetségi fővárostól és 55 km-re Porto Segurótól. Területe 1425,97 km², amely Itabela, Itagimirim, Itapebi és Guaratinga településekkel határos. Az itt született embereket eunapolitanasnak hívják. Eunápolis megalakulása előtt gyorsan növekvő község volt, amely a világ legnagyobb városává vált, korábban Porto Seguro és Santa Cruz Cabrália önkormányzataihoz tartozott. Nevét Eunápolis Peltier de Queiróz mérnökről, a város közlekedési és közmunkaügyi államtitkáráról kapta, aki 1954-ben 100 hektár földet vásárolt a község megalakítására. 1988. május 12-én a 4770/1988-as törvény értelmében Bahia törvényhozó gyűlése jóváhagyta a törvényjavaslatot, amely az önkormányzat létrehozását javasolta, így Eunápolis város lett. 1996-ban megalapították a római katolikus egyház Eunápolisi egyházmegyéjét, így püspöki székvárossá vált.

## Története
A hozzáférési ág (ma BR-367) építésének befejezésével kezdődött, Porto Seguro városától a BA-2, majd a BR-5 és a jelenlegi BR-101 helyig, amikor a bányászok, ahogyan azokat a szakembereket hívták, akik lapáttal, csákánnyal, homoki vermelővel utakat, kunyhókat építettek az ide várt vállalkozóknak, akik folytatták az akkor félbeszakadt főút építését. Kezdetben az utat 64 km-esnek nevezték, amely Porto Seguro és a jövőbeli BA-2 csomópontja közötti távolság volt, Nova Floresta és Ibiapina néven is említették. A község sokat fejlődött, s Eunápolis helynévvel a „világ legnagyobb városaként” vált ismertté. Elnevezése Eunápio Peltier de Queiróz mérnök, akkori (1954) közlekedési és közmunkaügyi államtitkár előtt tiszteleg, aki Ivan de Almeida Mourától földbirtokostól 100 hektárnyi földterület megszerzéséért volt felelős. a falu megalakítása céljából, amelynek területe Porto Seguro (20%) és Santa Cruz Cabrália (80%) községekhez tartozott, és az emancipációkor, a májusi államtörvény értelmében ugyanilyen arányban jött létre. 1988-ban a székhely városi rangot kapott az önkormányzatot létrehozó törvény révén.

## Földrajza
Eunápolis földrajzi elhelyezkedése kissé lapos, tájain dombok és völgyek osztoznak, amelyek szintkülönbsége a településen belül egyes helyeken a 100 métert is meghaladhatja. Geológiai szubsztrácíós üledékes kőzet (lágy anyag), tiszta homokos iszapkőtől agyagos homokkőig és a Barreiras-formációhoz tartozó konglomerátumok szórványos lencséiből áll, a kainozoikum korszak harmadidőszakából, geológiailag újkeletűnek tekinthető. Talajjának alkotóelemei alacsony kohéziójúak, így az barázdák, szakadékok képződésével, előrehaladott erózióval sérülékennyé válik, a vízelfolyás felgyorsítja ezeket az eróziós folyamatokat.

### Vízrajza
Eunápolist a Buranhém, más néven Peixe folyó szeli át, amelynek forrása a Serra dos Aimorésban, Santo Antônio do Jacintóban, Minas Gerais államban, a Bahiába ömlik, Porto Seguro településen. Útvonala hozzávetőlegesen 148 km, ebből csak Bahia államban 128 km. Eunápolis mellett ez a folyó látja el Guaratinga és Porto Seguro településeket is. A vízellátást az Empresa Baiana de Águas e Saneamento SA (EMBASA) magánkézben lévő vegyes társaság szervezi, fő részvényese Bahia állam kormánya. Az otthonok ellátására összegyűjtött víz az Extreme South medencéből, a Buranhém folyóból származó jó minőségű víz, amely a kezelésre és emberi fogyasztásra való szétosztásra megfelelő.

### Klímája
Eunápolis klímáját trópusi éghajlatként jellemzik. A település 189 méterrel a tengerszint felett fekszik. Nyáron gyakrabban esik az eső, mint télen. Az éghajlat Köppen és Geiger szerint Aw besorolású. Eunápolisban az átlaghőmérséklet 23,5 °C, az átlagos évi csapadékmennyiség pedig 990 mm. Az augusztus a legszárazabb, 46 mm-rel, novemberben van a legtöbb csapadék, átlagosan 142 mm. A július a legalacsonyabb hőmérsékletű hónap, 20,9 °C-os átlaghőmérséklettel, a február pedig az év legmelegebb hónapja, 25,5 °C-os átlaghőmérséklettel. 
| Eunápolis klimatológiai adatok   |        |         |         |         |       |        |        |           |            |         |          |          |
| Hónap                            | január | február | március | április | május | június | július | augusztus | szeptember | október | november | december |
| -------------------------------- | ------ | ------- | ------- | ------- | ----- | ------ | ------ | --------- | ---------- | ------- | -------- | -------- |
| Átlagos maximum hőmérséklet (°C) | 29.6   | 30      | 29.8    | 28.4    | 26.8  | 25.5   | 24.8   | 25.3      | 26.8       | 28.1    | 28.4     | 29.4     |
| Átlagos hőmérséklet (°C)         | 25.2   | 25.5    | 25.3    | 24.4    | 23    | 21.7   | 20.9   | 21.1      | 22.3       | 23.5    | 24.2     | 25       |
| Átlagos minimum hőmérséklet (°C) | 22     | 22.1    | 22.2    | 21.4    | 20    | 18.7   | 17.8   | 17.7      | 18.8       | 20.2    | 21.2     | 21.8     |
| Csapadék (mm)                    | 88     | 83      | 115     | 86      | 62    | 49     | 54     | 46        | 46         | 90      | 142      | 129      |
| Forrás : Climate Data.           |        |         |         |         |       |        |        |           |            |         |          |          |

#### Demográfiai adatok
Eunápolis lakossága a 2010-es népszámlálás szerint 100 196 fő volt, 2020-ban 114 396 főre becsülték, amely Bahia állam legnépesebb települései között a 16. helyen állt, népsűrűsége pedig 84,97 lakos/km² volt.

## Egészségügy
Kiemelt kórházak: 
- Eunápolis Regionális Kórház
- Dr. José Ramos de Oliveira Kórház
- Eunápolis Klinikai Kórház
- AMES Kórház
- Bahia nappali kórház

## Oktatás
Eunápolisnak 11 egyetemi központja van: Universidade Cruzeiro do Sul, Universidade Estadual da Bahia (UNEB), Unesulbahia (Unesulbahia/FTC), UNOPAR Virtuális és személyes, Claretiano – Rede de Educação, Grupo Uninter, Ulbra, UNIME, (Faculdade Espirito Santo), Faculdade Pitágoras, valamint a Bahia Szövetségi Oktatási, Tudományos és Technológiai Intézete (IFBA).

## Politika

### Eunápolis polgármesterei az önkormányzat felszabadulása óta
| Sorszám | Név                              | Párt | Mandátum kezdete | Mandátum vége      | Megjegyzés    |
| 1.      | Gediel Sepúlveda Pereira         | PMDB | 1989. január 1.  | 1992. december 31. | választás     |
| 2.      | Feruck Felippe Abrahão           | PMDB | 1993. január 1.  | 1996. december 31. | választás     |
| 3.      | Paulo Ernesto Ribeiro da Silva   | PMDB | 1997. január 1.  | 2000. december 31. | választás     |
| 4.      | Gediel Sepúlveda Pereira         | PL   | 2001. január 1.  | 2004. december 31. | választás     |
| 5.      | José Robério Batista de Oliveira | PRTB | 2005. január 1.  | 2008. december 31. | választás     |
| 5.      | José Robério Batista de Oliveira | PRTB | 2009. január 1.  | 2012. december 31. | újraválasztás |
| 6.      | Demetrio Guerrieri Neto          | PRTB | 2013. január 1.  | 2016. december 31. | választás     |
| 7.      | José Robério Batista de Oliveira | PSD  | 2017. január 1.  | 2020. december 31, | választás     |
| 8.      | Cordelia Torres de Almeida       | DEM  | 2021. január 1.  |                    | választás     |

A városi tanács elnökeinek névsora:
- Osvaldo Soares Filho (1989–1990)
- Paulo Roberto de Almeida Miranda (1991–1992)
- Miguel Carvalho Souza/Amós Bispo Pereira (1993–1994)[3]
- Emiliano Leal Neto (1995–1996)
- Valdomiro Antônio Duarte (1997–1998)
- Licindo Antunes Correia (1999–2000)
- Amós Bispo Pereira (2001–2002)
- Osvaldo Soares Filho (2003–2004)
- Claudior Nunes do Nascimento – PDT (2005–2006)
- Vasco da Costa Queiroz – PP (2007–2008)
- Carmem Lúcia Gerino Maciel – DEM (2009–2010)
- Ubaldo Suzart Gomes – PRTB (2011–2012)
- Osvaldo Pereira dos Santos – PRTB (2013–2014)
- Osvaldo Pereira dos Santos – PSD (2015–2016)
- Paulo Sergio Brasil dos Santos – PSD (2017–2018)
- Jorge Maécio Pires Almeida – PP (2019–2020)
- Jorge Maécio Pires Almeida – PP (2021–2022)

| Eunapolis |

| Zászló | Címer |

## Fordítás
- Ez a szócikk részben vagy egészben  az   Eunápolis című portugál Wikipédia-szócikk ezen változatának fordításán alapul.  Az eredeti cikk szerkesztőit annak laptörténete sorolja fel. Ez a jelzés csupán a megfogalmazás eredetét és a szerzői jogokat jelzi, nem szolgál a cikkben szereplő információk forrásmegjelöléseként.